# Ivan Cotroneo
Ivan Cotroneo est un écrivain, scénariste et réalisateur italien né le 21 février 1968 à Naples.

## Biographie
Ivan Cotroneo est né à Naples où il étudie la jurisprudence qu'il arrête pour se rendre à Rome où en 1992 il obtient un diplôme de scénariste auprès du Centro Sperimentale di Cinematografia.
Ses premiers approches du cinéma se font grâce à Pappi Corsicato, pour lequel Ivan Cotroneo écrit un épisode de La stirpe di Iana inclus dans le film collectif I vesuviani ainsi que la mise en scène du long métrage Chimera.
Ivan Cotroneo travaille aussi comme metteur en scène pour la télévision : fictions, mini-séries, ainsi que pour le théâtre en adaptant l'édition italienne de Closer de Patrick Marber ainsi que Le regole dell'attrazione de Bret Easton Ellis, en outre il a aussi écrit des spectacles comiques et un monologue pour Claudio Gioè : Se stanotte sono qui.
En 1999, il aborde le domaine littéraire en publiant chez Bompiani un recueil de citations Il piccolo libro della rabbia. D'autres publications suivront les années suivantes :
dont La kryptonite nella borsa (2007),  Un bacio (2010).
En 2011 il débute comme réalisateur avec le film La kryptonite nella borsa, tiré de son roman homonyme et présenté au concours Festival international du film de Rome.

## Littérature
- 1999 - Il piccolo libro della rabbia, Bompiani,  (ISBN 8845242633)
- 2003 - Il re del mondo, Bompiani,  (ISBN 8845253902)[2]
- 2005 - Cronaca di un disamore, Bompiani,  (ISBN 884525982X)[3]
- 2007 - La kryptonite nella borsa, Bompiani,  (ISBN 8845259889)[4]
- 2010 - Un bacio, Bompiani,  (ISBN 9788845265426)[1]

## Filmographie partielle

### Réalisateur

#### Cinéma
- 2011 : La kryptonite nella borsa[5].
- 2013 : Il Natale della mamma imperfetta (it)
- 2016 : One Kiss (Un bacio)

### Scénariste

#### Cinéma
- Cosa c'entra con l'amore, mise en scène Marco Speroni (1997)
- I vesuviani, réalisateurs divers (1997) (segment La stirpe di Iana)
- In principio erano le mutande, mise en scène  Anna Negri (1999)
- Chimera, mise en scène  Pappi Corsicato (2001)
- Paz!, mise en scène  Renato De Maria (2002)
- L'ultimo giorno, mise en scène  Alex Infascelli (2003 - court métrage)
- Dillo con parole mie, mise en scène  Daniele Luchetti (2003)
- Piano, Solo,  Riccardo Milani (2007)
- L'uomo che ama, mise en scène  Maria Sole Tognazzi (2008)
- Questo piccolo grande amore, mise en scène  Riccardo Donna (2009)
- Io sono l'amore, mise en scène  Luca Guadagnino (2009)
- La prima linea, mise en scène  Renato De Maria (2009)
- Le Premier qui l'a dit, mise en scène  Ferzan Özpetek (2010)

#### Télévision
- Un posto tranquillo, mise en scène   Luca Manfredi (2003) - Mini-série télévisée
- Raccontami una storia, mise en scène   Riccardo Donna (2004) - Mini-série télévisée
- Un posto tranquillo 2, mise en scène   Claudio Norza (2005) - Mini-série télévisée
- La moglie cinese, mise en scène  Antonio Luigi Grimaldi (2006) - Mini-série télévisée
- Tutti pazzi per amore, mise en scène  Riccardo Milani (2008) - Série télévisée
- Tutti pazzi per amore 2, mise en scène  Riccardo Milani (2008) - Série télévisée
- Pinocchio, un cœur de bois, mise en scène   Alberto Sironi (2008) - Mini-série télévisée
- Sissi, mise en scène  Xaver Schwarzenberger (2009) - Mini-série télévisée
- Mannaggia alla miseria, mise en scène  Lina Wertmüller (2010)
- Storia di Laura, mise en scène  Andrea Porporati - TV movie
- Una grande famiglia, mise en scène  Riccardo Milani (2012) - Série télévisée